# The Times of Harvey Milk
Pour plus de détails, voir Fiche technique et Distribution.
The Times of Harvey Milk est un film documentaire américain réalisé par Rob Epstein et sorti en 1984.

## Synopsis
The Times of Harvey Milk raconte la carrière politique de Harvey Milk (1930-1978), qui a été le premier  superviseur (poste similaire à celui de conseiller municipal) de San Francisco ouvertement homosexuel. Le récit se déroule depuis ses débuts en tant qu'activiste jusqu'à son assassinat en novembre 1978.

## Fiche technique
- Réalisation : Rob Epstein
- Producteur : Richard Schmiechen[2]
- Musique : Mark Isham
- Lieu de tournage : San Francisco
- Distribution : New Yorker Films
- Durée : 90 minutes
- Date de sortie : 26 octobre 1984

## Distribution
- Narrateur : Harvey Fierstein

## Nominations et récompenses
- Oscar du meilleur film documentaire en 1984
- Prix spécial du Jury au Sundance Film Festival
- Le film est inscrit à la National Film Registry et figure dans la liste des 1001 films à voir avant de mourir